# (7472) Kumakiri
(7472) Kumakiri es un asteroide perteneciente al cinturón de asteroides, región del sistema solar que se encuentra entre las órbitas de Marte y Júpiter, descubierto el 13 de febrero de 1992 por Makio Akiyama y el también astrónomo Toshimasa Furuta desde el Observatorio Astronómico Susono, Mishima (Shizuoka), Japón.

## Designación y nombre
Designado provisionalmente como 1992 CU. Fue nombrado en honor a Kazuo Kumakiri (n. 1923), un astrónomo aficionado de la zona de Susono, quien contribuyó significativamente a fomentar el interés local por la astronomía.

## Características orbitales
Kumakiri está situado a una distancia media del Sol de 3,010 ua, pudiendo alejarse hasta 3,341 ua y acercarse hasta 2,679 ua. Su excentricidad es 0,110 y la inclinación orbital 9,916 grados. Emplea 1907,40 días en completar una órbita alrededor del Sol.
Los próximos acercamientos a la órbita de Júpiter ocurrirán el 26 de abril de 2057, el 25 de diciembre de 2094 y el 19 de noviembre de 2103.

## Características físicas
La magnitud absoluta de Kumakiri es 12,42. Tiene 10,008 km de diámetro y su albedo se estima en 0,279. 